# Simurq Zaqatala
Simurq Zaqatala (azer. Simurq Peşəkar Futbol Klubu) – azerski klub piłkarski, z siedzibą w mieście Zaqatala, grał w Premyer Liqa. Rozwiązany w 2015 roku. 

## Historia
Drużyna piłkarska Simurq została założona w mieście Zaqatala. W sezonie 2005/06 występował w pierwszej lidze i zdobył awans do najwyższej ligi. Od sezonu 2006/07 występuje w rozgrywkach Yuksek Liqa. Do 2010 roku trenerem zespołu był Ukrainiec Roman Pokora. W sezonie 2010/2011 klub spadł do niższej klasy rozgrywkowej Azərbaycan Birinci Divizionu. Od 2011 roku szkoleniowcem został Gruzin Giorgi Czichradze. W 2012 roku do klubu przenieśli się dwaj polscy zawodnicy: bramkarz Dawid Pietrzkiewicz i pomocnik Marcin Burkhardt. Po ośmiu kolejkach sezonu 2012/2013 Simurq zajmował pierwsze miejsce w tabeli ligowej (bez przegranego meczu). Po zakończeniu rundy zasadniczej zajął 4. miejsce.
Wiosną 2015 roku Simurq Zaqatala został wycofany z rozgrywek azerskiej Premyer Liqi. U podstaw tej decyzji leżały kłopoty finansowe klubu, który docelowo przestał istnieć.
W Simurqu grali czterej Polacy: Marcin Burkhardt, Paweł Kapsa, Dawid Pietrzkiewicz oraz Adam Banaś. 

## Sukcesy
- 3. miejsce Mistrzostw Azerbejdżanu: 2009

## Skład na sezon 2013/2014
| Nr | Poz. | Piłkarz            |
| -- | ---- | ------------------ |
| 1  | BR   | Paweł Kapsa        |
| 2  | PO   | İlkin Qırtımov     |
| 4  | OB   | Dilaver Zrnanović  |
| 5  | OB   | Anderson           |
| 6  | PO   | Tagim Novruzov     |
| 7  | OB   | Ruslan Poladov     |
| 8  | PO   | Patrick Osiako     |
| 9  | NA   | Rövşän Ämiraslanov |
| 10 | NA   | Rashad Äyyubov     |
| 11 | NA   | Dragan Ćeran       |
| 15 | PO   | Stjepan Poljak     |
| 16 | PO   | Maharram Huseynov  |

| Nr | Poz. | Piłkarz           |
| -- | ---- | ----------------- |
| 17 | OB   | Rustem Mammadov   |
| 18 | OB   | Tural Akhundov    |
| 19 | PO   | Orxan Səfiyaroğlu |
| 20 | PO   | Idan Weitzman     |
| 22 | NA   | Salif Ballo       |
| 28 | PO   | Nenad Kiso        |
| 30 | PO   | Raul Costin       |
| 35 | BR   | Amil Ağacanov     |
| 62 | PO   | Cavad Kazımov     |
| 66 | PO   | Ruslan Getman     |
| 77 | PO   | Nicat Qurbanov    |
| 94 | BR   | Rashad Azizov     |

## Europejskie puchary
Legenda do wszystkich tabel:
- Q – runda eliminacyjna, 1/16, 1/8, 1/4, 1/2 – odpowiednia faza rozgrywek, Grupa – runda grupowa, 1r gr – pierwsza runda grupowa, 2r gr – druga runda grupowa, F – finał, R – runda, PO – play-off
- k. – rzuty karne, los. – losowanie, Dogr. – dogrywka, w. – zasada bramek strzelonych na wyjeździe

| Sezon   | Rozgrywki   | Runda | Przeciwnik  | Dom | Wyjazd | Ogólnie |
| ------- | ----------- | ----- | ----------- | --- | ------ | ------- |
| 2009/10 | Liga Europy | Q     | Bene Jehuda | 0–1 | 0–3    | 0–4     |